# Rocco Rodio
Rocco Rodio (Bari, 1530 – 1607) è stato un compositore e teorico musicale italiano, di scuola napoletana.

## Biografia
Camillo Maffei lo descrisse, in una lettera risalente al 1563, come un famoso maestro, mentre Scipione Cerreto, nel suo trattato Prattica musica del 1601 lo indicava come uno fra i più quotati compositori del suo tempo residenti a Napoli; G. L. Rossi nell'Organo dei cantori (1613) lo descriveva «musico eccelentissimo a nostro tempo».
Non tutti gli storici concordano sulle origini di Rodio e qualcuno sostiene che la sua origine sia slava e la sua città natale sia Bar.
Lui stesso, nella dedica dell'opera Missarum decem liber primus destinata ad Sigismondo II Augusto di Polonia, affermò di essere un «Barensis humilis vassalus», e per questo gli storici della musica ipotizzano che fosse nato da genitori italiani a Bar, oppure che si dicesse barense solo per cortigianeria, o che sia nato a Bari come afferma l’edizione del Missarum decem liber primus Rocchi Rodii civitatis Barensis, pubblicato a Roma nel 1562.
Sono  più sicure le notizie riguardanti il suo soggiorno napoletano, dato che il 23 agosto 1571, nella chiesa parrocchiale di Santa Maria a Piazza, fu battezzata la figlia Lucrezia, avuta dalla moglie Cornelia Stella, sorella dell'organista Scipione; padrino di battesimo fu il liutista Fabrizio Filomarino. Nel 1575 nacque il suo secondo figlio, Vincenzo, che si sposò a Bari nel 1596.
Ai suoi esordi risalirono due villanelle incluse nella Corona delle napolitane a 3 e 4 voci (Venezia, 1570), curata da  Marc’Antonio Mazzone, alle quali seguirono tre anni dopo le musiche sacre intitolate Psalmi ad vesperas [...] quae vulgus falso bordone appellat a quattro voci, dedicate a due religiose nobili.
Nel 1575 Gioseppe Cacchi pubblicò a Napoli il Libro di ricercate a quattro voci di Rodio dedicato ad una nobile famiglia sorrentina, che si caratterizzò per la scrittura in partitura su quattro pentagrammi anziché nella intavolatura tradizionale.
Nel 1587 Rodio pubblicò a Napoli e a Venezia il Secondo libro di madrigali a 4 voci, in cui furono inseriti
madrigali di Luigi Tansillo e Battista Guarini.
Rodio deve la sua fama, soprattutto alle Regole per far contrappunto solo e accompagnato nel canto fermo (prima stampa nel 1600).
Rodio fu un virtuoso del contrappunto e tra le sue composizioni, si ricordano madrigali e una messa plurium facierum a 4 voci.

## Opere principali

### Musica
- Missarum decem liber primus, messe per 4 e 6 voci (Roma, 1562);
- Libro primo di ricercate, per organo (Napoli, 1575);
- Il secondo libro di madrigali, madrigali per 4 voci (Venezia, 1587);
- Duetti, (1589), perduto;
- Il primo libro di madrigali, perduto;
- canzoni, mottetti e altri brani su manoscritto.

### Pubblicazioni
- Regole di musica di Rocco Rodio sotto brevissime risposte ad alcuni dubij propostigli da un cavaliero, intorno alle varie opinioni de contrapontisti con la dimostratione de tutti i canoni sopra il canto fermo, (Napoli, 1600).